# 川口喬一
川口 喬一（かわぐち きょういち、1932年2月1日 - ）は、英文学者、筑波大学名誉教授。

## 人物・来歴
北海道空知郡上砂川町生まれ。北海道砂川北高等学校卒業。東京教育大学大学院博士課程満期退学（英文学）。1995年「「ユリシーズ」演義」で筑波大文学博士。成城大学講師、助教授、教授を経て、1974年筑波大学教授、1995年定年退官、名誉教授、目白大学教授、大学院教授、大学図書館長、大学院客員教授を経て2005年退職。

## 著書
- 『現代イギリス小説 ジェイムズ・ジョイスを中心に』開拓社 1969
- 『ベケット 豊饒なる禁欲』冬樹社(英米文学作家論叢書)1978
- 『イギリス小説の現在』研究社選書 1982
- 『小説の解釈戦略 『嵐が丘』を読む』福武書店：福武ブックス 1989
- 『イギリス小説入門』研究社出版(英語・英米文学入門シリーズ)　1989
- 『「ユリシーズ」演義』研究社出版 1994
- 『昭和初年の『ユリシーズ』』みすず書房 2005
- 『『嵐が丘』を読む ポストコロニアル批評から「鬼丸物語」まで』みすず書房 2007

### 共編
- 『最新文学批評用語辞典』岡本靖正共編 研究社出版 1998

### 翻訳
- サミュエル・ベケット『マーフィ』白水社 1971
- サミュエル・ベケット『蹴り損の棘もうけ』白水社 1972
- スタンレー・ハイマン『批評の方法 1 現代文学批評』富原芳彰共訳 大修館書房 1974
- スーザン・ソンタグ『ラディカルな意志のスタイル』晶文社 1974
- スティーヴン・ヒース『セクシュアリティ 性のテロリズム』監訳 勁草書房 1988
- フレドリック・ジェイムソン『言語の牢獄 構造主義とロシア・フォルマリズム』法政大学出版局(叢書・ウニベルシタス) 1988
- リンダ・ハッチオン『ポストモダニズムの政治学』法政大学出版局(叢書・ウニベルシタス) 1991
- ジョン・サザーランド『ヒースクリフは殺人犯か? 19世紀小説の34の謎』みすず書房 1998
- ジョン・サザーランド『現代小説38の謎 『ユリシーズ』から『ロリータ』まで』みすず書房 1999
- アイヴォ・カンプス編『唯物論シェイクスピア』法政大学出版局(叢書・ウニベルシタス)1999
- ロバート・イーグルストン『「英文学」とは何か 新しい知の構築のために』研究社 2003

### 記念論集
- 『文学の文化研究』研究社出版 1995

## 参考
- 英語年鑑